# کوئینادرینا
کوئینادرینا (به انگلیسی: Queenadreena) گروهٔ موسیقی آلترناتیو راک انگلیسی بود که در سال ۱۹۹۸ توسط خواننده کیتی‌جین گارساید و گیتارزن کریسپین گری که پیش‌تر در گروهٔ موسیقی مشهور اما بی‌دوام دیزی چینسا نیز همکاری کرده بودند، به‌وجود آمد.